# Ново-Ходжово
Но́во-Хо́джово (болг. Ново Ходжово) — село в Благоєвградській області Болгарії. Входить до складу общини Санданський.

## Населення
За даними перепису населення 2011 року у селі проживали 67 осіб, з них 64 особи (98,5%) — болгари.
Розподіл населення за віком у 2011 році:
Динаміка населення: